# 最低賃金 (イギリス)
イギリスの最低賃金（さいていちんぎん）は、全国最低賃金法 (National Minimum Wage Act)（1998年）によって定められている。なお、イギリスは判例法（コモン・ロー）が重要な役割を担っており、制定法は補助・追認的な位置づけとなっている。
2024年4月現在、時給11.44ポンド（21歳以上）、時給8.60ポンド(18-20歳）、時給6.40ポンド（義務教育を終えた18歳以下）。

## 歴史的経緯

OECD各国の実質最低賃金（時給,PPPUSD）

### 1909年産業委員会法成立以前
労使自治の原則が労使関係に浸透していたイギリスでは、政府による賃金政策は、あくまで労使間の合意による賃金決定を補完するためのシステムとして位置づけられてきた。
最初に形づけられたのは、1891年に庶民院において設立された「公正賃金決議」 （Fair Wage Resolution）であった。これは政府が民間から財・サービスの調達を行う際に、その調達に参加する企業に対して当該産業における労使合意に基づく賃金水準か、もしその水準がなければ、標準的な賃金相場の順守を求めるものであった。
この決議背景には、1873年から 1896年にかけての大不況やそれに伴う暴動や労働争議が頻発していたことにある。また、社会主義運動の高まりによって、低所得労働者層における貧困が社会問題として表面化していた。
実際に、1886年からロンドン住民の家計調査を行ったチャールス・ブース（Charles Booth）のロンドン調査(The Life and Labour of the People of London)や1899年にヨ―クの1,500 世帯（人口75,812）の調査を行なったシーボーム・ラウントリー（Seebohm Rowntree）のヨーク調査(『Poverty, A Study of Town Life』)では、約3割の市民が貧困の中、生活していた。後者の調査では、賃金労働者階級に限ると 43.4%とより高い率となっていた。
この貧困の原因を失業、世帯主の死亡、低賃金、不安定雇用などであって、多くは非熟練労働者・日雇労働者あるいは苦汗労働者、女性労働者などであった。中でもとくに注目されるのは、低賃金、長時間労働、非衛生的労働環境の3つをその特質とする、苦汗産業(sweated trades)の劣悪な労働条件下で働く者がその多くを占めていたことである。
苦汗産業には、ドレス・シャツ・背広などの衣服仕立、レース製造、製靴、紙箱製造、鎖・釘製造等々があった。1900年頃に女性労働者は全労働者の3分の1を占めていたが、その大部分が典型的な苦汗産業である家内工業に従事していた。
これらの調査により、貧困を個人の怠惰などの道徳の欠陥に基づくものではなく、資本主義経済のつくりだす構造的要因によるものであることを明確にしたのである。
このような社会的状況を背景に、苦汗労働の実態を調査するために、1888年に苦汗労働上院特別委員会（Select Committee of the House of Lords on the Sweating System、保守党の Dunraven卿を委員長として、保守党、自由党同数の委員から構成された）が設立され、約16カ月にわたって苦汗労働の証人調査を行った。この調査により、5万ページにのぼる膨大な証言集と5つの報告書が提出された。
同委員会はその報告書において、苦汗労働を、以下の3つの条件を定義して、その実態を明らかにする。
1. なされた労働に対して不当に低い賃金
2. 過度の長時間労働
3. 非衛生的な作業場状態

しかし、同委員会が示した対策は、3の条件に対してのみ行われ、工場法（Factory and Workshop Act 1878）と公衆衛生法（Public Health Act 1875）の改定による適用対象の拡大だけにとどまった。
1と2の条件に関しては協同組合（co-operative societies）の拡張や労働者の間における団結の成長によって改善されるということにとどまり、レッセフェールの原則を修正することはなかった。
結局、同委員会の報告書は、「公正賃金決議」を勧告したに過ぎなかった。
そのため、貧困に対する社会問題に対して不十分であると見做された。なにより、オーストラリアに最低賃金制度が導入されたにもかかわらず、イギリスでは導入されてないことも問題視された。
そして、最低賃金制度を設置するため、社会改革論者のウェッブ夫妻を中心としたメンバーで構成された全国反苦汗労働連盟（National Anti-Sweating League：ASL）や女性労働者の労働条件を改善するために作られた婦人労働組合連合（Women’s Trade Union League）などによる市民団体や自由党のDilke 卿を始めとした議員によって、要求された。

### 1909年産業委員会法 - 1945年賃金審議会設立まで
1906年の自由党の政権獲得により、再び下院特別委員会が設けられ、ついに1909年にチャーチル卿（Sir W. Churchill）が提出した法案により、同年に産業委員会法が制定された。そして1911年、これに基づく産業委員会（Trade Boards：公労使三者構成）が、設置されるに至った。
しかし、最低賃金制度が全ての労働者に適用されたわけでなく、あくまで苦汗産業労働者を対象とするものであった。実際に最初に対象とされたのは、紙箱製造業、レースとネットの製造および修理、鎖製造、既製や卸売オーダーメイド仕立て業の4つの苦汗産業に働く40万人の労働者に限定されていた。
また、産業委員会による賃金決定がうまくいかない場合、使用者側か労働者代表のどちらか一方に賛成する投票がおこなわれ、産業委員会はその投票結果に基づいて経営者に命令を行った。
イギリス労使関係は多くの面において、労使両方から無理な要求がされないような仕組みづくりをして、労使の自主性を重視したのである。
その後、団体交渉が行われていない製造業部門にも拡大し、1920年には23の新しい賃金委員会が設置され、全労働者の15%に相当する300万人の労働者が対象となった。

### 1945年賃金審議会設立 - 1993年廃止まで
そして、低賃金業種への労働者の流入を目的とした1945年賃金審議会法により、賃金審議会（Wages Councils）と改称された。
これらの組織は、最低賃金額以外にも有給休暇や手当額の設定に関する提案の機能を新たに付与され、特に低賃金労働者が多い一部の産業について、最低賃金を定めた。
賃金審議会は経営者組織と労働組合から指名された同数の代表と雇用大臣によって任命された3名以内の中立委員によって構成され、中立委員の1人が議長となる。賃金審議会の決定は単なる決定ではなく、裁判所によって強制される権限をもっていた。
さらに1975年雇用保護法によって、審議会自体が「規制命令」を発することが認められるとともに、その命令は労働条件全般を対象とすることができるようになった。
賃金審議会は、小売業、ホテル・接客業、縫製業を中心に対象労働者を拡大した。そのため、この3つの業種が、対象労働者の90%以上を占めている。また、大部分の民間サービス業では、労働組合が組織されてないか、あっても団体交渉を行うだけの力をもっていないため、賃金審議会により、産業レベルの賃金規制を行った。
賃金審議会の対象労働者は、1948年には350万人（全労働者の18%）に達し、1960年代までほぼ同水準の高い対象率であった。また、賃金審議会は、団体交渉の代替する機構と考えられた。そのため、団体交渉の確立とともに1950年代後半には一部の賃金審議会は廃止され、また従前に賃金審議会が存在していなかった業種では1956年以降新しく設立されることはなかった。
また、賃金審議会に関して、クレッグ（H.A.Clegg）は、以下を理由に批判していた。
- 賃金審議会の決める最低賃金額が、その産業の事実上の賃金水準になってしまうこと
- 最低賃金を遵守していない企業が常態化しており、使用者側に有利な状況であること
- 審議会が決めるため、労働組合加入のメリットが薄まってしまう。

そして、1970年代のイギリス政府はコーポラティズムと社会的コンセンサスを基本とする政策を展開した。所得分配に関して、政府は低賃金層のために積極的に介入し、賃金上昇が非難されるような高賃金層には制限を行った。
しかし、1978-79年の「不満の冬」によるストライキ急増をきっかけに、労働組合は政府による賃金介入を受け入れなくなった。更には、政府の方も過去20年間おこなってきた所得政策を放棄なければならないと感じていた。
このような状況で政権に就いたサッチャー政府は、規制緩和と市場原理主義により、英国病を克服し、経済再生を促進することを目標とした。 具体的には、以下の政策を行い、コーポラティズムと社会的コンセンサスを拒絶したのである。
- 公共部門の非国営化
- 団体交渉と全国的協定の縮小
- 外国企業への優遇補助による国内投資の増加
- 労働市場の規制緩和
- 労働組合の権利を制限する労働立法、組合活動の規制

賃金面では、賃金審議会が、市場原理を阻害要因とみなし、権限と対象を縮小させていった。
具体的に、以下のことを行った。
1. 1980年から81年にかけて賃金監視官（wage inspector）の数を3分の2に減らす。
2. 1986年賃金法（Wages Act）を成立させ、賃金審議会の決定は21歳未満労働者の適用除外や権限を基本的な時間給と1つの特別給を設定するだけに限定するなど、権限と対象を縮小させていった。

しかし、このようなことをやっても、不十分とみなされ、1993年労働組合改革・雇用権利法（Trade Union Reform and Employment Rights Act, TURERA）第35条により、イングランド・ウェールズとスコットランドの2つの農業賃金審議会(Agricultural Wages Board)を除く、26の賃金審議会のすべてを廃止した。その結果、全労働者の11%に当たる250万人の低賃金労働者と37万5000の事業所が賃金決定機構を失うこととなった。
また、使用者団体の英国産業連盟（CBI）は、賃金審議会の廃止に反対していた。その理由は、審議会廃止により労使関係が悪化して労働者が過激な組合活動に走ることや、労組側が全国最低賃金法を支持することへの危惧であった。
最終的に、保守党政府によって1993年に廃止されるまで、審議会の対象産業・職業分野における最低賃金を決定してきたが、その存在意義や実効性については、前述したクレッグの発言を含めて従来から疑問の声もあった。1つには、最低賃金額と実際の賃金水準と乖離があったこと。この課題に対して、労働党政府は1974 - 1979年の制度改革において、賃金審議会から公益委員を除いた「法定合同産業審議会」（Statutory Joint Industrial Council）を設置するなど、労使による団体交渉を通じた賃金決定に移行するための措置を行ったが、普及しなかった。もう1つは、最低賃金違反に対する罰則が無いため、違反をする企業があったことである。
また、保守党側は廃止理由を以下の理由を主張した。
1. 対象労働者は、副業をして賃金を得る者が大部分である為、必ずしも貧困状態であるとは限らないこと。
2. 企業の賃金支払い能力を超える最低賃金額に設定した場合、雇用が減少すること
3. 1900年代初頭に設立された賃金審議会は時代遅れであること

### 1993年廃止 - 1999年全国最低賃金法成立まで
最低賃金制度廃止後、低賃金労働者は急増していった。しかし、雇用の増加はなかった。
また、労働組合側は、団体交渉の拡大により最低賃金制度を代替できると考えていたが、サッチャー政権による経済のサービス化や政府による反組合的政策による弱体化と非正規労働者の増加の影響などから1986年に方向転換し、全国的最低賃金の支持を公式に表明、労働党もこれを政策目標に掲げるに至った。
労働党は当初、最低賃金額を「所得の中央値の5割」で固定する方式を採用、1992年の総選挙でもこれを主張したが、失業状況が悪化する中で、保守党の「最賃制度の導入は、雇用に対する悪影響を及ぼす」との主張や、広範な企業からの反対に効果的な反駁ができず、選挙にも敗北を喫した。
当時、労働党の雇用担当広報官だったトニー・ブレア（1994年に党首に選出）はこの結果をうけて、労使などのソーシャル・パートナーで構成される低賃金委員会の提案に基づいて最賃額の決定を行うシステムへの方針転換を決めた。TUC などは「中央値の5割」方式にこだわったが、労働党の説得により最終的に支持にまわった。
1997年に総選挙に勝利して、トニー・ブレアを党首とする労働党政権が成立した後、労働側の強い要望を受けて、全国最低賃金制度の導入を目的とした経営者、労働者、学識経験者の三者によって構成される低賃金委員会（Low Pay Commission，LPC）を1997年7月に設置した。
委員会は、1998年5月末までに最低賃率とその対象範囲について報告書を作成し、その報告書に基づいて、1999年に全国最低賃金法（National Minimum Wage Act）が1998年7月に制定（1999年4月実施）された。この法律により、廃止前まで、対象が限定されていたが、全ての労働者を対象とすることになった。
全国最低賃金法は、委員会の答申通り、最低賃率を以下のように設定した。
- 22歳以上の労働者:時給3.60ポンド
- 18歳から21歳までの労働者:時給 3.00ポンド（2000年6月からは3.20ポンド）
- 18歳未満の労働者と入職1年目の26歳未満の労働者は対象範囲から除外
- 新規採用者で、採用後6ヶ月間:時給3.20ポンド

そして、最低賃金制度の根拠法にあたる 1998年全国最低賃金法と、制度実施に関する具体的な規則を定める1999年全国最低賃金規則が相次いで成立、これに基づいて、イギリスでは初めて、全国・全産業一律に適用される全国最賃制度が1999年4月より導入されることとなった。
また、政府の最低賃金制度導入の意図は、大きく以下の3つにあった。
- 廃止により、低賃金労働者が増加したこと。更には、賃金格差が拡大したことである。

特に、児童の貧困（child poverty）は悪化しており、1960 - 1970年代を通じて、家計所得が平均の 50%未満の家庭の児童の比率は、10%前後で安定していたが、1990年代末には25%と著しく増加し、1990年代までにかけて戦後最悪といわれるほど急速に増加した。当時の財相であったブラウンは、の問題を重視していた。
- 最低賃金制度を導入することにより、低賃金労働者の賃金が増加し、家族税額控除（Family Credit:一定時間以上の就業を条件に所得補助（税還付）を行う制度)に頼る労働者が減り、社会保障給付費用が削減されること
- 低賃金労働者の賃金が増加することで、廃止後に低下していた士気を回復させることで生産性を上昇させること。そして、中小企業を中心に行われている賃金の引き下げによる競争に歯止めをかけること

### 1999年全国最低賃金法成立以後

#### 最低賃金
全国最低賃金法成立後、勤労者の生活水準の向上については、「welfare to work（福祉から就労へ）」を標榜したブレア（Tony Blair）政権の下で給付付き税額控除 が導入されるなど、社会保障政策での対応が図られてきた。従来、最低賃金は生活費用や生活保障と別に考えられ、その額は雇用への影響を考慮することで、決定されてきた。
2004年からは、義務教育修了（16-17歳）への最低賃金が定められた。また2010年10月から一般向け額の対象年齢の下限を22歳から21歳に引き下げている。
更に2016年4月に全国生活賃金導入の際、既存の全国最低賃金制度から、25歳以上層に適用する加算制度を設けた。全国最低賃金制度導入の際、低賃金委員会への諮問は行われず、財務省により水準が設定された。また従来とは異なり、2020年までに統計上の平均賃金の6割の水準に達するよう改定を行うことが目標として示された。ただし導入後の改定については、通常の最低賃金額と併せて低賃金委員会に諮問されることとなった。
そして、全国生活賃金を収入の中央値の60%まで引き上げるという目標を2020年4月に達成したとイギリス政府は主張している。また、2024年までに収入の中央値の3分の2にまで引き上げる方針を示しており、10.69ポンド(上下30ペンスの幅あり)まで上昇すると予想していた。しかしながら、2019年コロナウイルス感染症流行による経済や雇用の悪影響から最低賃金委員会は、2024年の目標最低賃金額を10.32ポンドに引き下げた。そのため、当初、引き下げ前の目標最低賃金額にするために案として示された9.21ポンド(±6ペンス)ではなく、物価上昇を若干上回る額である8.91ポンドとなった。その後、労働市場における需給の逼迫を背景に、賃金水準が急速に上昇したことを受けて2022年11月に11.08ポンドに引き上げ、2024年4月改定時の金額は予測を上回る時給11.44ポンド（21歳以上）となった。
更に、政府は年齢対象を25歳以上から、2021年から23歳以上、2024年から21歳以上に適用範囲を拡大している。
また、ウーバー社のドライバーの雇用形態を巡る労働裁判で、2021年2月19日に最高裁判所により自営業者ではなく労働者とする判決を出し、同年3月17日に最低賃金・企業年金が適用され、有給休暇相当として報酬の12.07％が2週間ごとに支給されることとなった。但し、ウーバー社側は、賃金支払い対象となる労働時間を乗客を輸送している間のみに限ったため、最高裁の判決に沿った内容でないため、労働組合側は反発している。

#### 生活賃金
生活賃金の方面で、2001年にロンドンで労組や宗教団体、非営利組織などが結成した市民団体（現Citizens UK）が中心となって、生活賃金（living wage）キャンペーン運動が開始された。
当時の最低賃金額では、ロンドンでの生活を送るのに不十分な額であることから、最低限必要な生活費を算出し、その算出額を使用者へ自主的に導入を求める取り組みとして広がった。
2005年に当時のロンドン市長が導入を決めて以降、公共部門や非営利組織のほか、医療や金融などの民間企業に導入が拡大している。
また2011年には、ロンドン以外で生活する場合の生活賃金額が設定され、算定方法を定式化させた。
それと同時に、Citizens UK内に設立されたLiving Wage Foundationが、生活賃金を普及させていく役割を担うこととなる。この団体は、事務局のほか、営利・非営利組織の代表などを含む評議会（Advisory Council）および調査研究を行う外部の研究者等（PolicyGroup）によって構成されている。
2011年に開始された認証制度によってこれまでに認証を受けた雇用主は、2023年12月時点で14,000組織近くおり、約46万人が生活賃金の適用を受けている。
認証組織には、18歳以上の雇用者及び条件を満たす請負労働者（導入組織の事業所において、週2時間以上、連続8週以上就業する者。清掃等の請負事業者から派遣される労働者（contracted staff）が適用対象に含まれている。なお、インターンやアプレンティスは対象外）への生活賃金以上の支払いのほか、生活賃金額の改定から6カ月以内にこれに準じた改定を行うことなどが求められる。
なお、2015年には家具販売業のイケアが新たに認証組織となったほか、大手スーパーマーケットチェーンのリドルが、同業界では初めて生活賃金に準拠した賃金を導入するなど、低賃金労働者を多く抱える業種にも普及しつつある。

## 決定方式
最低賃金は、ビジネス・エネルギー・産業戦略省 （2016年7月まではビジネス・イノベーション・技能省）により、公表される。
規定では、改定の時期や頻度については規定がなく、低賃金委員会への諮問も義務ではない。しかし、低賃金委員会への諮問の上、ほぼ委員会勧告通りの改定を行い、政令で公布することを毎年行われており、事実上観慣行化している。
低賃金委員会は、勧告に当たり、「全国最低賃金法が英国経済全体およ びその競争力に与える影響に配慮し、かつ政府が問題を付託する際に特定した付加的要素について考慮しなければならない」(全国最低賃金法第7条第5項)と規定されている。
この規定により、以下のデータや意見などが考慮される。
- 賃金審議会（1993年廃止）の最低賃金額の影響
- 他国の法定最低賃金の賃金再分配率のデータ
- 国内の低賃金産業において実際に支払われた賃金のデータ
- 最も影響を受ける産業を代表する団体の見解
- 賃金格差およびマクロ経済への影響に関する経済学者の評価
- 国家統計局の時間収入年次調査

等
低賃金委員会
労働者側委員、使用者側委員、有識者委員からなる三者構成の諮問機関。
低賃金委員会は全国最低賃金法に基づいて設置される。
- 権限として、以下のことが定めることが出来る。（全国最低賃金法5 - 6 条）

1. 1時間当たりの最低賃金額
2. 参照期間（支払われた賃金が最賃額の水準を満たしているかの算定に用いられる期間。通常は賃金が支払われる間隔を指し、一カ月を上限に、それより短い場合はその期間）の設定
3. 最低賃金額算定の対象となる賃金の範囲
4. 適用除外すべき労働者の種類
5. 1~4以外に大臣が必要と認めて諮問する事項の検討を行うべきこと

- 人数：委員長及び委員8名の計9名で構成。労使同数の規定はない。

しかしながら、1997年の発足時では委員長を公益委員とし、公益2名と労使各3名で構成されていたが、現在は、委員長が使用者側から任命されている。
なお、廃止前にあった賃金審議会も労使三者構成という点では同様だが、労使間において合意が得られない時は、使用者側の意見が賛同され決定されていた。
現在の委員会は、おしなべて協調関係にある。また、委員はそれぞれの出身組織の利害を主張することを目的とせず、それぞれ公労使を代表する個人として委員会に参加している。
そして、委員会が諮問に定められた期間内に最低賃金額を提案することができない場合、担当大臣が独自にこれを決定することができる（全国最低賃金法7条）。

## 減額・適用除外
適用除外
- 軍隊所属者
- 分益漁師(漁業に従事し、漁船の利益の配分を受けている漁師）
- ボランティア労働者
- 宗教団体の住み込み労働者
- 受刑者
- 無報酬労働に従事することで罰金を免除される者
- 住み込み外国人
- 家族経営事業に従事する家族
- 特定の訓練に従事する者

労働者育成の観点から、就業後訓練を行っている間は、最低賃金が減額される。
「これは、16-17歳は完全な労働力というよりは職業生活の準備をしており、労働市場の中で異なる区分を形成しているという我々の見解を反映したもの」より引用
その後、若年労働者を使用者の搾取から守るという観点から制度の改定が行われている。

## 履行保証
最低賃金制度は、ビジネス・エネルギー・産業戦略省(Department for Business, Energy and Industrial Strategy：BEIS)が所管ししている。しかしその執行は、財務省の外局(non-ministerial department)である歳入関税庁（Her Majesty's Revenue and Customs：HMRC、旧内国歳入庁）に委任され、最低賃金監督官 (National Minimum Wage Compliance Officers) が行う。
権限の法令根拠は、全国最低賃金法14条などによる。

### 違反の把握
履行確保を所管する歳入関税庁は、国内に16チーム、1チーム5名の計80名の監督官（compliance officer）を設置している。最低賃金法違反の通報や受付は、ヘルプライン（電話）や郵便、ウェブサイトを通じて行う。その後、事業主に対して調査を行う。

### 調査
事業主には、従業員の労働時間や賃金支払いの記録について最低3年の保持が義務付けられている。（全国最低賃金法9 - 11条および最低賃金規則38条）
監督官は立ち入り検査に際して、この記録や必要な情報の開示とコピーの取得、またそれについて説明を求め、これらを実施する必要に応じて事業所内の任意の場所に立ち入るなどの権限を付与されている（全国最低賃金法14条）。なお、雇用主に対して従業員から請求があった場合も同様に記録の開示が義務付けられている。

### 違反した場合の支払い通告と訴訟・刑罰
検査の結果、違法が認められた場合、監督官は事業主に対して履行通告を発行し、最低賃金の支払いと、最長6年分の未払い賃金の支払いを命じる。（全国最低賃金法法19条）
もし、事業主がこの履行通告を守らない場合、監督官は、罰則通告を発行する。この通告が発行された場合、履行通行からの経過日数×2倍の最低賃金額の罰金が科される。
ただし、この通告に事業主が28日以内に雇用審判所（Employment Tribunal）異議申し立てをした場合、雇用審判所は相応の理由があると判断がなされれば、通告を撤回させることができる（全国最低賃金法法22条）。
これらの手続きでも事業主が履行しない場合、監督官は雇用審判所もしくは民事の裁判所に訴訟を提起するか、あるいは悪質な雇用主に対して、賃金不払いとして刑事訴追を行うことができる（全国最低賃金法31条）。
また、刑事追訴されるケースは、以下の時である。
1. 最賃額の支払い拒否もしくは故意の不履行
2. 労働者に関する記録の保持を怠る
3. 改ざんされた記録の保持
4. 改ざんされた記録や情報の提供
5. 監督官に対する意図的な妨害
6. 監督官に対する情報提供の拒否もしくは不履行

これらの場合、最高で 5,000ポンドの罰金が科される。
なお、労働者が直接、雇用審判所あるいは裁判所等に訴え出ることもできる。また、イングランドおよびウェールズ、スコットランド、北アイルランドでは、司法制度にかかわる組織名称等が若干異なるが、基本的には同等の手続きによる。
そして、雇用審判所への申し立てに際しては、助言斡旋仲裁局（Advisory, Conciliation and Arbitration Service）がまず斡旋に努めるべきことが定められて いる。
いずれの場合においても、違反がないことを証明する責任は雇用主（雇用関係にない場合は発注者）にあることが法律で定められている。
また労働者には、訴訟を理由に不利益な取り扱いを受けない権利が保障されている。
HMRCによる2015年度の年間の検査実施件数は2,667件であった。2009年の罰金制度導入以降、年間の罰金額の合計は増加傾向にある。また2015年の罰金額は167万9,240ポンドであった。
一方、違反事業主に対する刑事訴追の件数は、1999年から2016年2月までの間で9件にとどまる。National Audit Office (2016)によれば、BEISとHMRCはともに、制裁措置として起訴を用いるには慎重な立場をとっている。
なぜなら、裁判における手続きをしている間にも、未払い回収を待つことになり、裁判が出した判決により、倒産に追い込まれ、回収できなくなる可能性があるからである。
飯田泰之は「最低賃金規制をした場合、企業側はほとんど守らない。工夫をして事実上の最低賃金以下の雇用を行おうとする。表面上は守られているとされる日本の最低賃金の遵守率は、実質はかなり低い。サービス残業などを活用しどこも守っていない」と指摘している。
実際に歳入関税庁（HMRC）が2017年から2019年に実施した調査に基づいて行った調査によりW・H・スミスなど202社が最低賃金違反であることとを2023年6月21日に公表されている。

## 最低賃金以下及び生活賃金未満の労働者に関するデータ

### 最低賃金以下の労働者
なお、2022年時点での最低賃金以下で働いている16歳以上の労働者の割合は、約1.3%（約38.9万人）であり、前年の約1.1%（約30.7万人、但しコロナウイルス雇用維持スキーム（Coronavirus Job Retention Scheme） により政府の賃金補助を受けた者を除いている。）から約0.2%増加しているが、2019年コロナウイルス感染症流行前である2019年の約1.4%(約40.9万人)より少ない。具体的な内訳は以下となる。
- 年齢別 16 - 17歳は約2.6％(約1.0万人)、18 - 20歳は約2.1%（約2.0万人）、21 - 24歳は約3.1%（約2.7万人）、25歳以上は約1.2%（約33.2万人）
- 性別 男性は約1.1%（約16.4万人） 女性は約1.5%（約22.5万人）
- 地域別 イギリス北東部：約1.7%（約1.8万人）が最も高く、北アイルランド：約1.0%（約1.3万人）が最も低い。
- パートタイムは約2.3%(約18.3万人)（男性：約2.3%[5.2万人] 女性：約2.2%[約13.1万人]）、フルタイムは約1.0%(約20.6万人)（男性：約0.9%[約11.2万人] 女性：約1.1%[約9.4万人]）
- 産業別 宿泊・飲食サービス業が約2.9%（約4.6万人）と最も高く、これに続いて、その他サービス業：約2.9%（約1.6万人）、芸術及び娯楽業：約2.5%（約1.4万人）と続いている。
また、宿泊・飲食サービス業は2020年においてコロナウイルス雇用維持スキーム（Coronavirus Job Retention Scheme）により政府の賃金補助を受けた者を除いても約15.7%（約14.6万人）いたが減少しており、流行前の2019年（約3.7%、約6.1万人）よりも少なくなっている。但し、芸術及び娯楽業は2020年（約6.5%、約3.2万人）に比べて減少しているが、2019年（約1.6%、約1.0万人）よりも多い状況である。
- 職種別 運搬・清掃・包装等従事者が約3.2%（約9.5万人）が最も高く、続いて、ケア・レジャーおよびその他のサービス職業従事者が約2.4%（約6.2万人）、営業及びカスタマーサービス従事者約2.3%（約4.6万人）と続いている。
また、 運搬・清掃・包装等従事者はは、2020年においてコロナウイルス雇用維持スキーム（Coronavirus Job Retention Scheme）により政府の賃金補助を受けた者を除いても約8.4%（約25.1万人）いたが減少しており、流行前の2019年（約3.5%、約11.2万人）よりも少なくなっている。

### 生活賃金未満の労働者
また、2023年4月時点で、生活賃金（最低限の生活水準の維持に要する生計費から、必要な賃金水準を設定したもの）未満の労働者は、約366.4万人で、全体の12.9%を占める。
また、ロシアによるウクライナ侵攻を主因としたエネルギー価格高騰を背景とした記録的なインフレに対して賃金上昇が追い付かず、2022年（約351.8万人、約12.3％）に比べて増加している。
そして、生活賃金未満労働者の内訳は以下のようになる。
- 地域別 北東イングランドの15.9%（約17.0万人）が最も高く、南東イングランド（10.1%、約40.9万人）とスコットランド（10.1%、約23.4万人）が最も低い。
更に地域を特定した場合、ハーリンゲイ区（ロンドン）の32.7%（約1.7万人）が最も多く、次いでブレント区（ロンドン）の29.5%（約2.1万人）、次にウォルサム・フォレスト区（ロンドン）の28.8%（約1.4万人）の順に多く、ワースト10位に入った自治体の内、6自治体がロンドン市内である。

- 雇用形態別 フルタイムの場合は約157.3万人（男性：約82.9万人 女性：約74.4万人）で、フルタイム全体の7.5%（男性：6.7% 女性：8.5%）を占めている。それに対して、パートタイムの場合は約209.1万人（男性：約65.6万人 女性：約143.5万人）で、パートタイム全体の28.3%（男性：33.0% 女性：26.6%）を占めている。

- 産業別 人数では卸売及び小売業（約81.8万人）と宿泊及び外食産業(約69.0万人)が多い。比率では、宿泊及び外食産業が48.1%と飛びぬけて多く、次いで芸術及び娯楽産業（24.7%,約13.0万人）、卸売及び小売業（約23.2%）となっている。

- 職種（2021年時点） [30]

人数では、以下の3種の職種（カッコ内は、報告書に記載されている生活賃金未満の人数と比率及びその職種の中央時給）が、多い。
1位：サービス業に従事する単純作業の従事者（バーのスタッフ、ウェイター・ウェイトレス、清掃業従事者等）（約125.1万人、53.9%、約9.50ポンド）
2位：販売従事者（小売業補助員等）（約68.0万人、約47.4%、約9.81ポンド）
3位：身の回りサービス従事者（保育従事者、介護福祉従事者等）（約63.7万人、約28.9%、約10.43ポンド）
比率では、上記2つの職種が含まれているが、どの3種も5割前後を占めている。
1位：サービス業に従事する単純作業の従事者（バーのスタッフ、ウェイター・ウェイトレス、清掃業従事者等）（約125.1万人、53.9%、約9.50ポンド）
2位：繊維・印刷及びその他の専門職（例：仕立て屋）（約20.4万人、約47.9%、約9.84ポンド）
3位：販売従事者（小売業補助員等）（約68.0万人、約47.4%、約9.81ポンド）
- 年齢別 2018年時点であるが、若年層が多く、18 - 21歳の約68%（約83.4万人）が生活賃金未満であると推計されている。また、同じ年齢層でも男性は約58%に対して、女性は約71%である[31]。

#### 生活賃金額の算定
生活賃金額は、ロンドンとロンドン以外の2種類に設定され、毎年改定される。ロンドンの生活賃金額については大ロンドン市庁（Greater London Authority）の経済部門が、またそれ以外の地域についてはラフバラ大学の社会政策研究センターが、それぞれ算定している。
なお、時間当たりの生活賃金の金額は2023年11月末時点で、ロンドンで13.15ポンド、ロンドン以外の地域では12.00ポンドである。ロンドンとそれ以外の地域の差額は、大半が平均的な住宅の賃料の差によるものである。また、共働き世帯（両親ともフルタイム労働）を想定して算出していたが、ひとり親や子供を持つ非主稼得者の労働者のおいて現実的でないと判断し、パートタイム労働を前提に算出した結果、例年を上回る改定率となった。
なお、2023年11月時点で比較すると、ロンドンの生活賃金が約26%（2024年4月改定の賃金で約15%）、ロンドン以外が約15%（2024年4月改定の賃金で約5%）、23歳以上（2024年4月改定は21歳以上）を対象とした最低賃金額より高い。
- ロンドンの生活賃金額

生活費と平均的所得水準の二つのアプローチにより算定される。
前者は控えめな生活水準かつ必要最低限の生活費で算出する。生活費には、色んなタイプの世帯構成とフルタイム・パートタイムをしている場合を想定して、それぞれ世帯タイプで算出される。生活費は、住居費・カウンシル税（地方税に相当）・交通費・育児費・その他の5区分で試算される。そして、5ペンス幅で最も近い概数に置き換えたものが、生活費アプローチによる生活賃金額となる。
後者の平均所得によるアプローチは、世帯あたりの平均可処分所得（世帯規模・構成により調整したもの）を元に、世帯平均の6割に相当する所得水準を算定する。
これらから算出された時間当たり賃金水準を平均し、これに出費が必要に迫られた時を想定して、加算額15%分を増額する。そして、最も近い5ペンス幅に合わせたものが、最終的に生活賃金とされる。2014年の例では、生活費アプローチによる7.65ポンドと、所得分配アプローチによる8.25ポンドの中間、7.95ポンドに15%を加え、9.15ポンドとしている。
- ロンドン以外の生活賃金額

「最低所得水準」（minimum income standard）に基づいて、算出される。
最低所得基準は、まず始めに、市民に必要最低限の生活水準に関する調査を行う。そして、この調査結果に基づいて生活費を計算する。2008年に初めて公表されて以降、毎年改定されている。貧困や社会的疎外などの問題を扱うジョセフ・ローンツリー財団の依頼を受けて、ラフバラ大学の研究者が改定作業を行っている。必要最低限の生活水準に要する財・サービス等の価格上昇が、小売物価指数に基づいて調整される。また、子供のいる世帯は4年に1度、子供のいない世帯は6年に1度、内容の見直しが行われる。
生活費を算出する内訳は、食費、住居費、光熱費などである。生きるのに必要最低限の物的条件以外に、贅沢とはいわないが、人々が最低限必要と感じるものを含む。単独世帯などそれぞれの世帯タイプに設定して、最低所得水準を算定し、必要な年年間賃金額を割り出す。そして、成人1人当たりのフルタイム労働時間（週37.5時間）で割り戻し、タイプごとの世帯数で加重平均して求められる金額が、暫定的な生活賃金額となる。
ただし、この金額の対前年上昇率が、直近の平均賃金上昇率を大幅に上回る場合は、平均賃金上昇率プラス2%が上昇率の上限となる。これは、雇用主への過度な負荷となることは避けるべきであるとの考え方による。2014年11月の改定では、上記により算出された9.20ポンドの暫定額が、前年の7.65ポンドを大幅に上回っていたため、直近の賃金上昇率0.7%に2%を加えた2.7%の上限が適用され、2014年から2015年にかけての生活賃金額は7.85ポンドとなった。

## 議論
イギリスでは、雇用への影響も実証分析が積み重ねられたが、最低賃金の上昇が緩やかだったこともあり、「明確な影響はない」という研究者のコンセンサスが得られている。
ミルコ・ドラカ、ステファン・マヒン、ジョン・ファンリーネンの2011年の論文では、イギリスで低賃金労働者を雇っている企業の収益率は他の企業に比べより減少していることを示している。
ジョナサン・ワーズワースの2009年の論文では、最低賃金労働による消費者サービス価格の上昇は一般消費者物価上昇よりも高いことを示しており、企業の収益・価格への影響は明確となっているとしている。
また、ブリストン大学のホール教授、プロッパー教授とロンドン大学のヴァン・リーネン教授は、イギリスの看護師の賃金が、全国率一律で決められていることが、高賃金地域での患者の死亡率を高めていることを明らかにしており、「賃金規制が、死亡率を高めている」と主張している。
シンクタンク Resolution Foundation が2018年5月に公表した報告書 によれば、近年の最低賃金の引き上げにより、国内の低賃金層の比率は減少したものの、こうした層の賃金水準は持続的に低迷している状況にある。報告書はその要因として、より賃金の高い仕事への移行のしにくさや、少数の企業による寡占、また特に女性労働者において賃金水準が向上しにくい傾向などを挙げている。
低賃金委員会が2022年5月18日に公表した「The National Living Wage Review (2015-2020)」によれば、2016年4月に「全国生活賃金」が導入されたことにより、以下の影響があったことが挙げられている。
1. 賃金上昇をもたらし、全国生活賃金額で働いている労働者がいる世帯はいない世帯に比べて賃金上昇の度合いが大きかったが、低所得層向け給付の削減(支給額の改定凍結、収入増に対する給付の減額)の影響により、世帯全体で見た所得増加率が変わらないこと。
2. 雇用に対する影響はパートタイムで働く女性の雇用がわずかに減少した可能性があること以外は、なかったこと。また、低賃金企業ほど採用抑制の方向に働いたため、雇用の伸び率は相対的に小さくなっている。
3. 離職を抑える効果があること。なぜならば、最低賃金引き上げにより、高賃金の仕事との差が狭まったためである。
4. 最低賃金層における賃金格差縮小の効果が確認されること。また、縮小により男女差（低賃金の仕事に就きやすい女性の賃金上昇）と地域間（賃金水準が低い地域に住む低賃金労働者達の賃金増加）の格差も縮小している。エスニシティ(人種・国籍)間の賃金格差も同様である。
5. 生産性向上効果が確認されないこと。これは投資不足によるものであり、特に小規模企業は投資削減する傾向にあった。また、投資を行った企業でも新技術導入しても利益につながらないケースがあった。更に一部では、生産性向上のため仕事量を増やしたり、要求する成果を高くしていたが、全国生活賃金労働者の比率が高かった産業・地域では、それによる生産性上昇が確認されていない。